# Emperor
Emperor (v překladu z angličtiny císař) je norská metalová kapela založená v roce 1991 ve městě Notodden. Hraje symfonický black metal.
Debutové studiové album In the Nightside Eclipse vyšlo v roce 1994 pod hlavičkou britského vydavatelství Candlelight Records. K prosinci 2022 mají Emperor na svém kontě čtyři řadové desky a mnoho dalších nahrávek.
Někteří z členů kapely byli obviněni (a odsouzeni) z kriminálních činů žhářství (vypalování historických dřevěných kostelů), vražda homosexuála, vloupání a napadení nožem.

## Diskografie
Demo nahrávky
- Wrath of the Tyrant (1992)

Studiová alba
- In the Nightside Eclipse (1994)
- Anthems to the Welkin at Dusk (1997)
- IX Equilibrium (1999)
- Prometheus: The Discipline of Fire & Demise (2001)

EP
- Emperor (1993)
- As the Shadows Rise (1994)
- Reverence (1997)
- Thus Spake the Nightspirit / Inno a Satana (2009) – live EP

Kompilace
- Emperor / Wrath of the Tyrant (1998)
- True Kings of Norway (2000) – kompilace EP pěti norských kapel: Emperor, Immortal, Dimmu Borgir, Ancient a Arcturus
- Scattered Ashes: A Decade of Emperial Wrath (2003)

Živá alba
- Emperial Live Ceremony (2000)
- Live at Wacken Open Air 2006 - A Night of Emperial Wrath (2009)
- Live Inferno (2009)

Split nahrávky
- Emperor / Hordanes Land (1993) – split s norskou kapelou Enslaved
- Thorns vs Emperor (1999) – split s norskou kapelou Thorns

Box sety
- Live Inferno (2009)
- The Complete Works (2017)
- Fire & Demise: Into the Infinity of Darkness (2022)